# 대한민국 군형법
대한민국 군형법은 1962년 1월 20일에 제정·시행된 군인 등을 대상으로 한 특별형법이다. 이 법 제정 전에는 남조선과도정부 법률인 국방경비법과 해안경비법이 군형법의 기능을 하였으며, 두 법률은 군형법의 제정과 함께 폐지되었다.
이 법의 적용대상은 군인, 군무원, 군적(軍籍)을 가진 군사 학교의 학생·생도, 사관후보생·부사관후보생, 소집되어 실역(實役)에 복무 중인 예비역·보충역·제2국민역 등이다.
대한민국 헌법재판소는 2007년 11월 29일에 상관살해죄의 법정형으로 "사형"만을 규정했던 군형법 제53조제1항은 형벌체계상 정당성을 상실했기 때문에 헌법에 위반된다고 결정 하였고, 이 규정은 2009년 11월 2일에 "사형 또는 무기징역"으로 개정되었다.

## 상관모욕죄
군형법상의 범죄로 상관에게 직접적으로 모욕적인 언사를 하거나 행동을 하는 경우에 성립한다. 제1항은 상관면전모욕죄를 규정한다.
제64조(상관 모욕 등) ① 상관을 그 면전에서 모욕한 사람은 2년 이하의 징역이나 금고에 처한다.
② 문서, 도화(圖畵) 또는 우상(偶像)을 공시(公示)하거나 연설 또는 그 밖의 공연(公然)한 방법으로 상관을 모욕한 사람은 3년 이하의 징역이나 금고에 처한다.
③ 공연히 사실을 적시하여 상관의 명예를 훼손한 사람은 3년 이하의 징역이나 금고에 처한다.
④ 공연히 거짓 사실을 적시하여 상관의 명예를 훼손한 사람은 5년 이하의 징역이나 금고에 처한다.

### 사례

#### 모욕죄에 해당하는 경우
- 중사가 소위에게 "야 소대장 너 그렇게밖에 말 못하겠나, 술좌석에서 군기 잡으려 하나"라고 하면 상관모욕죄에 해당한다.[3]

#### 모욕죄가 아닌 경우
- 부사관 교육생이 불평불만을 토로하는 동기의 단체채팅방에서 즉흥적이고 우발적으로 지도관에 대해 “도라이 ㅋㅋㅋ 습기가 그렇게 많은데”라는 글을 1회 게시한 경우, 모욕의 정도가 경미하고 군의 조직질서와 정당한 지휘체계가 문란하게 되었다고 보이지 않으므로 모욕죄에 해당하지 않는다.[4]
- 사회적 평가를 저하시킬 만한 추상적 판단 또는 경멸적 감정을 표현하였다고 할 수 없거나, 피해자에 대한 결례이거나 불손한 행위를 넘어 피해자의 인격적 가치에 대한 사회적 평가를 저하시킬 만한 것이라고 보기 어려운 경우[5]

### 판례
- 군형법상 상관에 대한 폭행·협박·상해죄와 상관모욕죄에서 ‘상관’에 명령복종 관계가 없는 경우의 상위 계급자와 상위 서열자가 포함되며(및 상관이 반드시 직무수행 중일 것을 요하는지 않을 뿐 아니라 상관을 면전에서 모욕한 경우, 공연성을 갖추지 않더라도 군형법 제64조 제1항의 상관모욕죄가 성립한다[6]

#### 보호법익
- 군형법 제64조 제1항에서 규정한 상관모욕죄는 상관의 명예 등의 개인적 법익뿐만 아니라 군 조직의 위계질서 및 통수체계 유지도 보호법익으로 한다.[7]
- 어떠한 표현이 상대방의 인격적 가치에 대한 사회적 평가를 저하시킬 만한 것이 아니라면 설령 그 표현이 다소 무례한 방법으로 표시되었다 하더라도 이를 두고 상관모욕죄의 구성요건에 해당한다고 볼 수 없다[8]
- 군형법 제64조 제3항의 행위에 대해 형법 제307조 제1항의 행위에 대한 위법성조각사유를 규정한 형법 제310조가 유추적용된다[9]
- ‘상관’에 국군통수권자인 대통령이 포함된다.[10][11]
- 군형법상의 상관공연모욕죄는 불특정 또는 다수인이 인식할 수 있는 상태에서 상관을 모욕함으로써 성립하고, 그 공연성의 정도가 반드시 문서, 도화 또는 우상을 공시하거나 연설을 하는 방법에 상응하는 정도의 것이어야 하는 것은 아니다.[12]
- 상관모욕죄는 공석상에서의 직무상 발언에 의한 모욕뿐아니라 사석에서의 발언일지라도 그 상관의 면전에서 한 경우에는 역시 상관모욕죄가 성립된다.[13]

#### 상관면전모욕죄 상 면전의 의미
군형법 제64조 제1항의 상관면전모욕죄의 구성요건의 해석에 있어 전화통화를 면전에서의 대화라고 해석하여 처벌하는 것은 유추해석에 해당되어 죄형법정주의에 반한다.

## 같이 보기
- 반란죄
- 군형법상 추행죄